# Le Flore (Oklahoma)
Le Flore – miasto w Stanach Zjednoczonych, w stanie Oklahoma, w hrabstwie Le Flore.